# Pachycytes rufovestitus
Pachycytes rufovestitus là một loài bọ cánh cứng trong họ Cerambycidae.